# Vilém Slavata
Vilém Slavata (tyska: Wilhelm Slawata von Chlum und Koschumberk), född 1 december 1572 i Čestín vid Kutná Hora, död 19 januari 1652 i Jindřichův Hradec, var en tjeckisk adelsman från gammal böhmisk familj.
Som katolsk ståthållare var han en av två personer som kastades ut genom fönstret i samband med defenestrationen i Prag 1618. 